# Europäische Bibliotheken für Theologie
Die Europäischen Bibliotheken für Theologie (Bibliothèques européennes de théologie, BETH) sind ein ökumenischer, institutioneller Bibliotheksverband, der 1961 gegründet wurde und seinen Sitz in Nijmegen (Niederlande) hat. Ziel des Verbandes ist, zur Entwicklung der theologischen Bibliotheken in Europa beizutragen und die Kooperation seiner Mitglieder zu fördern.

## Geschichte
1957 trafen sich in Frankfurt am Main anlässlich des zehnjährigen Bestehens der Arbeitsgemeinschaft Katholisch-Theologischer Bibliotheken (AKThB) einige Bibliothekare, die den Grundstein für eine Vereinigung legten, die dem späteren Verband BETH vorgriff. Diese Bibliothekare, Pater Luchesius Smit von der Vereniging voor Seminarie- en Kloosterbibliothecarissen (VKSB, Niederlande), Pater Francis Courtney von der Association of British Theological and Philosophical Libraries (ABTAPL, Vereinigtes Königreich) und Pater Paul Mech von der Association des bibliothèques de sciences religieuses in Frankreich hatten das Anliegen, zur Entwicklung des christlichen Glaubens beizutragen, indem sie den fachlichen Austausch zwischen theologischen Bibliotheken förderten.
Es schien ihnen unerlässlich, die berufliche Qualifikation zu verbessern, sich für internationale Bibliographien einzusetzen und die gegenseitige Unterstützung zu fördern, um ihren Auftrag voll zu erfüllen. Auch für sie galt, was Johan van Wyngaerden über die Gründer des VKSB schrieb: „Sie betrachteten es als eine apostolische Mission, sich nicht nur um die Bewahrung wertvoller Büchersammlungen von Priesterseminaren und Klöstern zu kümmern, sondern diese auch einer größeren Öffentlichkeit zur Verfügung zu stellen.“
Am 18. Oktober 1961 gründete sich in Frankfurt der Conseil international des associations de bibliothèques de théologie (Internationaler Rat theologischer Bibliotheksverbände), in dem sich anfangs Bibliothekare aus Deutschland, Frankreich und den Niederlanden versammelten. 1970 wurde aus dem  Comitè das Conseil international des associations de bibliothèques de théologie, indem es sich um mehrere nationale theologische Bibliotheksverbände erweiterte und von 1971 bis 1986 Mitglied der International Federation of Library Associations and Institutions (IFLA) wurde. Es erschienen gemeinsame Publikationen: die Scripta recenter edita: Bibliographie courante des ouvrages philosophiques et théologiques wurden von 1959 bis 1973 veröffentlicht, sowie von 1959 bis 1965 die Bibliographia ad usum seminarorium sélectionna les outils nécessaires aux études théologiques (Liturgie, Missiologie, Ökumene).
In dem Wunsch, die speziell europäischen Aktivitäten hervorzuheben, wurde aus dem Rat der Verband Bibliothèques Européennes de Théologie / European Theological Libraries / Europäische Bibliotheken für Theologie, dessen Sitz in Nijmegen ist und dessen Geschäftsstelle an der Katholischen Universität Löwen.
2021 gehörten BETH 15 nationale Mitgliedsverbände an und 14 außerordentliche Mitglieder.
Mit Unterstützung seiner nationalen Organisationen und dem außergewöhnlich reichen Bestand der entsprechenden Bibliotheken organisiert BETH eine jährliche Konferenz. Die offiziellen Sprachen des Verbandes sind Französisch und Englisch, wobei die Kommunikation hauptsächlich in Englisch stattfindet. BETH unterstützt seine Mitglieder darin, sich für den Erwerb von Datenbanklizenzen zusammenzuschließen, und verteilt das ganze Jahr über Informationen über Ausstellungen, Tagungen und laufende Digitalisierungsprojekte.

## Name und Logo

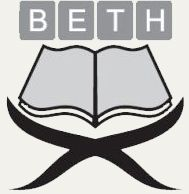
Ehemaliges logo (2008–2020)

Im Hebräischen ist Beth der zweite Buchstabe des Alphabets und der erste der Bibel, indem er den Text mit dem Wort „Bereschit“ (בְּרֵאשִׁית) beginnt (Im Anfang). Der Buchstabe Beth hat die Bedeutung von Haus, Bauwerk, Konstruktion.
Der ungarische Grafiker István Burai (1951–2017) entwarf 2008 das Logo des Verbands. Es drückt die Tradition des Studierens und der „lectio divina“ aus, dargestellt durch das Lesepult, sowie die Modernität des Bibliothekarberufs, dargestellt durch Computertastaturen mit den vier Buchstaben. 2020 ließ der Vorstand von BETH nach einem öffentlichen Wettbewerb von den kroatischen Designerinnen Ivana Čukelj und Iva Đaković ein neues Logo entwerfen. Der Buchstabe Beth steht für die offene Tür der Inklusivität und des Informations- und Wissensflusses. Die Abkürzung des Verbandsnamens ist so positioniert, dass sie verschiedene theologische Bibliotheken aus allen Teilen Europas repräsentiert.

## Liste der ordentlichen Mitglieder
- Arbeitsgemeinschaft Katholisch-Theologischer Bibliotheken – Deutschland (AKThB)
- Association des Bibliothèques Chrétiennes de France – Frankreich (ABCF)
- Associazione dei Bibliotecari Ecclesiastici Italiani – Italien (ABEI)
- Asociación de Bibliotecarios de la Iglesia en España – Spanien (ABIE)
- Association of British Theological and Philosophical Libraries – Vereinigtes Königreich und Irland (ABTAPL)
- Egyházy Könyvtárak Egyesülése – Ungarn (EKE)
- Federacja Bibliotek Kościelnych – Polen (FIDES)
- Forum for Teologiske og Religionsfaglige Bibliotek – Norwegen (FTRB)
- Nätverk för teologiska bibliotek i Sverige – Schweden
- Suomen Teologinen Kirjastoseura – Finnland
- Unione Romana Biblioteche Ecclesiastiche – Italien (URBE)
- Verband kirchlich-wissenschaftlicher Bibliotheken in der Arbeitsgemeinschaft der Archive und Bibliotheken in der evangelischen Kirche (AABevK) – Deutschland (VkwB)
- Verein der BibliothekarInnen religionsbezogener Institutionen der Schweiz / Association des Bibliothécaires du Domaine Religieux en Suisse (Bibrel.Ch)
- Vereiniging van Religieus-Wetenschappelijke Bibliothecarissen – Belgien, flämischsprachiger Teil (VRB)
- Vereiniging voor het Theologisch Bibliothecariaat – Niederlande (VTB)

## Liste der außerordentlichen Mitglieder (Auswahl)
- Maurits Sabbebibliotheek, Leuven
- Bibliothèque de la Société de Port-Royal, Paris
- Erzbischöfliche Diözesan- und Dombibliothek Köln
- Universitätsbibliothek Tübingen / Index Theologicus (IxTheo)

Bis zu ihrer zeitweiligen Schließung 2008 hatte auch die Johannes a Lasco Bibliothek in Emden den Status eines außerordentlichen Mitglieds.